# 劉敬宗
劉敬宗（？—？），陕西渭南人，清朝政治人物。进士出身。
康熙九年，登進士。康熙十四年，擔任廣東廣州府永安縣知縣（現紫金縣知縣）。后由趙平格接任。